# جورج واشنطن غليك
جورج واشنطن غليك هو محامي وقاضي وسياسي أمريكي، ولد في 4 يوليو 1827 في مقاطعة فيرفيلد في الولايات المتحدة، وتوفي في 13 أبريل 1911 في أتشيسون في الولايات المتحدة. نشط حزبياً في الحزب الديمقراطي. وقد انتخب عضو مجلس ولاية كانساس ‏ وانتخب عضو مجلس نواب كنساس ‏ وانتخب حاكم كانساس ‏ (8 يناير 1883 – 12 يناير 1885).